# 草内村
草内村（くさうちむら）は、京都府綴喜郡にあった村。現在の京田辺市の南東部、木津川の左岸にあたる。

## 地理
- 河川：木津川

## 歴史
- 草内の名前は草の中から地蔵が見つかったことに由来する。
- 1889年（明治22年）4月1日 - 町村制の施行により、草内村・東村・飯岡村の区域をもって発足。
- 1951年（昭和26年）4月1日 - 田辺町に編入。同日草内村廃止。

## 草内の渡し
1582年（大正10年）6月
草内集落はかつての条里集落で、古くから草内の渡しと呼ばれた木津川の渡しがあり、河内・山城・近江が結ばれる、古来の東西交通路の要衝であった。
1582年(天正10)6月2日未明に起こった本能寺の変の際、徳川家康と穴山信君は泉州堺を遊覧中であった。同日昼頃には急報がもたらされていたとされる家康は、茶屋四郎次郎清延の案内で岡崎への脱出を開始し、3日この地で木津川を渡り、伊賀超えを経て無事岡崎へ逃れた。
一方信君は猜疑心から家康とは別行動を取っており、1日遅れてこの地に辿り着いたが、一揆勢の手にかかり主従12名は落命した。一説に普賢寺谷で信君の従者が道案内人を殺し、その太刀の銀製のツバを奪った事から、土着民が蜂起し、木津川を渡る前に殺害されたともいわれる。
- 指定府道枚方水口線